# Miguel Ángel Landa
Miguel Ángel González Landa (Caracas, 4 de noviembre de 1936) es un actor, humorista, director, productor, escritor, adaptador y presentador de televisión venezolano. Conocido por crear, producir y dirigir exitosas series de televisión como Él y Ella en RCTV y Bienvenidos en Venevisión y Televen, también fue humorista de programas como Viviana a la medianoche (1999-2001) y Edificio de siete pisos (1981).
Es el creador y propietario de la franquicia Bienvenidos, de la que surgió un programa de televisión homónimo producido por Venevision y distribuida por su compañía matriz Cisneros Media en conjunto con Univision Communications (Hoy TelevisaUnivision), posteriormente por Televen en 2002. La franquicia de Bienvenidos estaba valorada por la suma de $40.000 según un informe del TSJ en 2001, también contó con 16 especiales filmados totalmente en la Isla de Margarita, Estado de Nueva Esparta, Venezuela y 6 películas lanzadas directamente al formato DVD además de emitirse en más de 34 países, doblarse a varios idiomas o sus emisiones internacionales estaban subtituladas. Debido al gran éxito del programa, junto al elenco de Bienvenidos también realizó giras internacionales por más de 25 países donde se presentaban shows en vivo entre ellos destacan los teatros de Broadway en el Beacon Theather en Manhattan, Nueva York, Estados Unidos el 17 de abril de 1999, además de que junto a Ernesto Cortez y Ángel Lozano fundó un restaurante temático de "Bienvenidos".

## Franquicia Bienvenidos
Landa es el creador, propietario, empresario y productor de Producciones Bienvenidos, franquicia que creó en 1982 inicialmente para Radio Caracas Televisión y de la cual produjo un piloto de programa de humor que fue enlatado. Entonces Landa llevó la idea a Venevisión e inició la producción de "Bienvenidos", el tercer longevo programa humorístico de Venezuela, y que fue un éxito internacional en más de 34 países (aunque, en este caso, se transmite para esos mercados la llamada versión internacional, cuya duración es de 30 minutos), se había doblado a varios idiomas o sus emisiones internacionales estaban subtituladas. Debido al gran éxito del programa, el elenco de Bienvenidos también realizó múltiples giras internacionales por más de 20 países donde se presentaban shows en vivo con el elenco del programa.
Landa no solo produjo sino que fue escritor, productor, director y presentador, fue responsable de la filmación de 16 especiales de televisión desde el Estado Nueva Esparta en la Isla de Margarita, también produjo 6 películas recopilatorias junto a Venevisión Home Entertainment que se lanzaron en DVD y VHS. En 1999 llevó a Bienvenidos a Broadway con un impresionante éxito, siendo uno de los pocos productores venezolanos en llevar su proyecto hasta allí; En septiembre de 2001 tras conflictos personales con Joaquín Riviera el show deja de producirse en Venevisión, Landa para ese mismo año tenía una sueldo de $ 20.000 por su rol en el programa, se tomó unos meses para recuperarse y tratar el cáncer de estómago que padecía y tras sobrevivir mudó la producción a Televen, donde el show se filmaba enteramente en exteriores. En 2005 abrió un restaurante del mismo nombre de la franquicia.

## Biografía
Miguel Ángel Landa se formó como actor en el Instituto de Técnica y Arte Teatral en Caracas, para luego irse a Italia y cursar estudios en la hoy llamada Accademia Nazionale di Arte Drammatica Silvio D'Amico y en Cinecittá. Regresa a Venezuela a principios de los años 60 y al no concretar un trabajo en televisión, encontró con quien hacer una obra de teatro que le tocó el momento de trabajar como camionero al tiempo que continuaba con sus estudios de teatro con El Nuevo Grupo, fue en aquel tiempo cuando lo llamó el cineasta Román Chalbaud para participar en la película Cuentos para mayores (1963), película compuesta de varias historias; Miguel Ángel Landa actúa en una de corte musical junto con los cantantes Héctor Cabrera y José Luis Rodríguez. Con este film Landa inicia una larga filmografía con Chalbaud que concluyó en 1997. En 1964 inicia una relación marital con la cantante venezolana Mirla Castellanos, a la que representó artísticamente y para quien hizo ocasionalmente versiones en español de algunas de sus canciones con el libretista Raúl Zenteno. Esta relación concluye con su divorcio en 1976.
En 1964 el director venezolano Clemente de la Cerda incluyó a Miguel Ángel Landa en su segunda película El rostro oculto y el joven actor compartió roles con Doris Wells, Samuel Roldán, José Alberto Suárez y Rosario Alonso. Posteriormente, Landa viajó a México, donde trabajó en la cinta Sin salida (1971) bajo la dirección del mexicano Mauricio Walerstein y en una telenovela. En este tiempo, inició con su entonces esposa, Mirla Castellanos un espacio humorístico en la desaparecida estación televisiva Radio Caracas Televisión llamado Él y Ella que duró hasta 1976. 
Chalbaud volvió a llamar a Landa para la cinta La quema de Judas (1974) versión cinematográfica de la obra teatral del primero, la cual expuso la violencia, la traición y la corrupción en América Latina. En 1976 participó en Sagrado y obsceno, film que narra la historia de un exguerrillero que se instala en una pensión y planea en secreto una venganza.
Landa volvería a trabajar con el director Mauricio Walerstein en Crónica de un subversivo latinoamericano (1976) película sobre un comando izquierdista de las  Fuerzas Armadas de Liberación Nacional que secuestra a un militar estadounidense en Venezuela para intentar canjearlo por Nguyen Van Troi un vietnamita que será fusilado por los norteamericanos.
Pero sería con El pez que fuma (1977) que la figura de Miguel ángel Landa salta a la fama. En esta cinta interpretó a Dimas, amante del personaje de La Garza (personificada por la actriz Hilda Vera) dueña del prostíbulo donde se desarrolla la historia central del film.
Con la hoy fallecida actriz venezolana Mayra Alejandra hizo pareja en el cine y la televisión. En 1978 protagoniza junto con la actriz la cinta Carmen, la que contaba 16 años (1978) dirigida por Román Chalbaud.
El 28 de abril de 1982 se estrena la cinta Cangrejo, versión cinematográfica del libro del investigador policial Fermín Mármol León, Cuatro crímenes, cuatro poderes. Miguel Ángel Landa representó en la cinta al inspector León, quien ve cómo la corrupción y la impunidad se apoderan de los casos en que ha trabajado. Ese año participó en Domingo de resurrección de César Bolívar, a la vez que inicia en el canal de televisión Venevisión el programa de humor Bienvenidos que dura hasta 2001, cuando es cancelado luego de una disputa entre el actor, que exigió respeto para su trabajo, y un integrante de la junta directiva del canal. En 1983 junto a Elba Escobar participa en Coctel de Camarones (1983), del cineasta Alfredo Anzola. Tras el éxito de taquilla de la primera entrega de Cangrejo, en 1984 aparece Cangrejo II, la cual protagoniza de nuevo. Chalbaud vuelve a llamar a Landa para su comedia Ratón de ferretería (1985).
En 1986 Chalbaud reunió nuevamente a Mayra Alejandra y Miguel Ángel Landa en la cinta Manón (1986) en la que también participó el actor colombiano Víctor Mallarino. En 1987 Miguel Ángel Landa debuta como director con el largometraje Los años del miedo (1987), en la que también actúa. La cinta recrea la vida de Alberto Carnevali, líder de la resistencia contra la dictadura de Marcos Pérez Jiménez.
Tras verlo actuar en la cinta Cuchillos de fuego (1990) de Román Chalbaud, el cineasta Carlos Azpúrua busca a Landa para interpretar al comisario Villasmil en la cinta Disparen a matar (1991), que mostró la impunidad con la que actuaban los integrantes de los cuerpos policiales del Estado venezolano, cinta en la que también actuó la destacada actriz chilena-venezolana Amalia Pérez Díaz.
En 1997 participó en la cinta que sería su último trabajo con Román Chalbaud: Pandemonium (1997) junto con Orlando Urdaneta, Amalia Pérez Díaz y la actriz debutante Elaiza Gil. Entre 1999 a 2000 fue uno de los humoristas de algunos sketches para Viviana a la medianoche, una coproducción entre Univisión y Venevision. El 17 de abril de 1999 se presentó con un gran éxito en Broadway, Nueva York con "El Show de Bienvenidos"
En 2001 por conflictos con Joaquín Riviera, pasó la producción de Bienvenidos a Televen hasta septiembre de 2002 donde es cancelado. En 2005 lanzó un restaurante de nombre Bienvenidos con temática del show junto al chef de cocina español residenciado en Venezuela Ángel Lozano y el actor humorístico Ernesto Cortés, exintegrante de Bienvenidos.
Tras siete años de ausencia artística, Miguel Ángel Landa retomó su carrera en producciones como El Manzano Azul (2012), largometraje del cineasta Olegario Barrera que protagoniza junto al actor Gabriel Mantilla.

## Filmografía

### Cine
- Cuentos para mayores (1963)
- El rostro oculto (1964)
- Mas Allá del Orinoco - El Hombre de la Furia (1965)
- Sin salida (1971)
- Barbara (1974)
- La quema de Judas (1974) - Sargento Jesús María Carmona
- Crónica de un subversivo latinoamericano (1975) - Juan Carlos Paredes
- Sagrado y obsceno (1975)
- El pez que fuma (1977) - Dimas
- Carmen, la que contaba 16 años (1978) - Sargento José Navarro
- Cangrejo (1982) - Comisario León Martínez
- Los criminales (1982) - Dr. Frank
- Domingo de resurrección (1982) - Repartidor de pescado
- Cóctel de camarones, en el día de la secretaria (1983) - Actor Invitado
- La gata borracha (1983) - Víctor Mendoza
- Cangrejo II (1984) - Comisario León Martínez
- Ratón de ferretería (1985) - Productor Adonay Flores
- Manón (1986) - Lescot
- Los años del miedo (1987) - Don Pedro Estrada
- Cuchillos de fuego (1990) - El Matusalén
- Disparen a matar (1991) - Comandante
- Como matar a tu marido (1996)
- Pandemonium (1997) - Radames Rodríguez
- Secuestro Express (2005)
- El Manzano Azul (2012)
- Papita, maní, tostón (2014)
- Las Caras del diablo 2 (2014)[6]

### Películas en DVD
- Bienvenidos en la playa (2005)
- Bienvenidos en la alcoba (2005)
- Bienvenidos en el restaurante (2005)
- Lo mejor de Bienvenidos: Colección de oro (2005)
- Lo mejor de Bienvenidos: Sus personajes (2005)
- Bienvenidos en la oficina (2005)

### Televisión

#### Telenovelas
- La Flor de Matapalo (1963)
- Corazón salvaje (1965)
- Renzo el gitano (1967)
- Donde no llega el sol (1967)
- Pobre negro (1975)
- Campeones (1976)
- Canaima (1976)
- La Balandra Isabel llegó esta tarde (1976)
- La señora de Cárdenas (1977)
- Soltera y sin compromiso (1978)
- El ángel rebelde (1978)
- La comadre (1979)
- El esposo de Anaís (1980)
- Gómez I (1981)
- Elizabeth (1981)
- Jugando a vivir (1982)
- Virginia (1983)
- El perdón de los pecados (1996)
- El país de las mujeres (1998)
- Estrambótica Anastasia (2004)

#### Series y programas de TV
- Él y Ella (1971-1976)
- Una vez a la semana (1980)
- Edificio de siete pisos (1981)
- Bienvenidos (1982-2002)
- Viviana a la medianoche (1999-2001)

## Vida personal
Landa es padre de la actriz y humorista Dayana Landa, ha sobrevivido a un  cáncer de estómago y estuvo involucrado en varios demandas contra Venevisión y Cisneros Media, por los derechos de autor de varios de los personajes de Bienvenidos, una demanda que involucraría a varios rostros del show; Actualmente Landa es propietario de la franquicia Bienvenidos.